# Funker Vogt
Funker Vogt är ett tyskt EBM-band från Hameln, Tyskland format av Gerrit Thomas och Jens Kästel 1995. Bandnamnet översatt till svenska betyder "Radiooperatör Vogt" och är taget av en gemensam vän som tjänstgjorde som radiooperatör i Bundeswehr, den tyska krigsmakten. Generellt så har texterna temat krig och dess konsekvenser.
Även konceptuellt och i live-sammanhang är Funker Vogt militärinfluerat med militära kläder och accessoarer. 
Dock är bandet starkt emot krig och menar att krig samt social orättvisa är de ämnen som de vill ta upp med sin musik.

## Medlemmar
Nuvarande medlemmar
- Gerrit Thomas ("Rote X") – sång, keyboard, låtskrivare, producent
- Chris L. – sång
- René Dornbusch – trummor, keyboard

Tidigare medlemmar
- Jens Kästel ("The Cold Dog") – sång
- Björn Böttcher – keyboard
- Frank Schweigert – gitarr
- Kai Schmidt ("Madman") – textförfattare, manager
- Thomas Kroll – gitarr
- Sacha Korn – sång

## Diskografi

### Words of Power
(Metropolis Records, 1997)
1. Words of Power (Highspeed mix)
2. The 3rd War (Original mix)
3. Thanks For Nothing (Original mix)
4. Words of Power (Power mix)
5. The 3rd War (Atomic Shell)
6. Thanks For Nothing (Controlled Fusion mix)
7. Thanks For Nothing (In Strict Confidence mix)

### Take Care
(Metropolis Records, 1997)
1. Take Care (original mix)
2. Take Care (g2 f135 mix)
3. Take Care (booster +18 mix)
4. Take Care (nightmare mix)
5. Fantasies (burning in hell mix)

### We Came to Kill
(Metropolis Records, 1997)
1. Time Of Dreams
2. Take Care!
3. Stupid Incident
4. Father
5. Under Control
6. Wartime
7. Killing Fields
8. Nothing New
9. Fantasies
10. Siegeszug
11. Funker Vogt 2nd Unit
12. {Bonus Track}

### Killing Time Again
(Metropolis Records, 1998)
| CD 1 | CD 2 |
| --- | --- |
| 1. Killing Fields (Killed mix) 2. Evil's birth 3. Vision 4. The Race Is On 5. Killing Fields (Guitar Fixer mix) 6. Evil's Birth (Mezzo mix) 7. Black Hole (live) | 1. Words Of Power (Highspeed mix) 2. Take Care (US remix) 3. The Third War 4. Wartime (FX Groove mix) 5. Killing Fields (Guitar Fixer mix II) 6. Take Care (g2 f135 mix) 7. Fantasies (Burning In Hell) 8. Words Of Power (Power mix) 9. Thanks For Nothing (Controlled Fusion remix) 10. Take Care (Booster + 18 mix) 11. The Third War (Atomic Shell) 12. Thanks For Nothing (In Strict Confidence remix) |

### Execution Tracks
(Metropolis Records, 1998)
1. Civil War
2. The Voices of the Dead
3. The International Killer
4. Fortunes of War
5. Beyond Your Believe
6. Tragic Hero
7. Buried Alive
8. Schizophrenia
9. Pure War
10. Shaven
11. Seelenwanderung
12. 4th Dimension
13. King for a Night
14. Black Night
15. Urmotherrofllol

### Tragic Hero
(Metropolis Records, 1998)
1. Tragic Hero (Haat Klaap mix)
2. Tragic Hero (APB/RMX)
3. Tragic Hero (Blind Vision remix)
4. Spread Your Legs!
5. Tragic Hero (Covenant remix)
6. The International Killer (Less Vox remix)
7. The Voices of the Dead (Evil's Toy remix)
8. Spread Your Legs!

### Velvet Acid Christ vs. Funker Vogt: The Remix Assault
(Metropolis Records, 1999)
1. Fortunes of War (vaporized mix)
2. International Killer (we won the war mix)
3. Civil War (tripping in Boot Camp mix)
4. Futile (resisted)
5. Malfunction (destructive)
6. The Dead (alive)

### Gunman
(Metropolis Records, 2000)
1. Gunman (Classic mix)
2. F-117A (Instrumental)
3. Gunman (Crossed)
4. Gunman (Female)
5. Nuclear Winter (Frost-Bitten mix)

### Maschine Zeit
(Metropolis Records, 2000)
1. Sins
2. Gunman
3. Black Market Dealers
4. Maschine Zeit
5. Nuclear Winter
6. Under Deck
7. Cold War
8. The Journey
9. Nothing to include
10. The Last
11. Zeit
12. Horizon

### T
(Metropolis Records, 2000/2001)
| CD 1 | CD 2 |
| --- | --- |
| 1. Subspace 2. Body Count 3. A Dream 4. Follow me 5. Black Market Dealers (Maschinen Mix) 6. Maschine Zeit (Maschinen Mix) 7. The Last (Maschinen Mix) 8. Nothing to include (Maschinen Mix) | 1. Sins (Traum Mix) 2. Clod War (Traum Mix) 3. The Journey (Traum Mix) 4. The Last (Das Ich Remix) 5. Under Deck (Beborn Beton Remix) 6. Black Market Dealers (L'ame Immortelle Remix) |

### Subspace
(Metropolis Records, 2001)
1. Subspace (multi-user mix)
2. Subspace (video mix)
3. Subspace (connected)
4. Subspace

### Code 7477
(Metropolis Records, 2001)
1. Funker Vogt (Completed)
2. Funker Vogt 2nd Unit (Krolled)
3. Black Hole (re/worked)
4. Funker Vogt (March On!)
5. Funker Vogt 2nd Unit (Transmitted)
6. Black Hole (Blind)
7. Taxi Zum Mars

### Date of Expiration
(Metropolis Records, 2002)
1. Date of Expiration (expired)
2. Date of Expiration (mouldy)
3. Second World
4. Date of Expiration (fresh)
5. Traumatic Event

### Survivor
(Metropolis Records, 2002)
| CD 1 | CD 2                                                                                         |
| --- | -------------------------------------------------------------------------------------------- |
| 1. Date of Expiration 2. This World 3. History 4. Obscure Pictures 5. Compulsions 6. Prisoners of War 7. Final Thrill 8. Fallen Man 9. Stolen Thoughts 10. Lügner 11. Faster Life 12. Red Queen 13. Refugee | 1. This World (Built for Wars) 2. Whenever a Child Dies 3. This World (Made of Battlefields) |

### Red Queen
(Metropolis Records, 2003)
1. Red Queen (Mad Hatter remix)
2. Red Queen (Cheshire Cat remix)
3. Chessman's Square
4. Red Queen (Humpty Dumpty remix)
5. Red Queen (White Rabit remix)

### Revivor
(Metropolis Records, 2003)
1. Final Thrill (Remix by Christian Michael of Flatline)
2. History (Timeless Decay Mix by Icon of Coil)
3. Lügner (Aghast View-Remix)
4. Prisoners of War (Dance Or Die-Remix)
5. Faster Life (XPQ 21-Remix)
6. Obscure Pictures (Welcome Acid Kids Mix by Noisex)
7. Compulsions (re|worked)
8. Stolen Thoughts (Given Memories Mix by Haujobb)
9. This World (NVK-Remix by Vernon B.)
10. Red Queen (T.O.Y.-Remix)
11. Date of Expiration (Unit's Bad Eggs Mix by Unit 187)

### Fallen Hero
(SPV, 2005)
1. Fallen Hero
2. Fallen Hero (The Birthday Massacre-Remix)
3. Pain
4. Fallen Hero (vereinigt)
5. Fallen Hero (Underwater Pilots-Remix)
6. Our Battlefield

### Navigator
(SPV, 2005)
1. Killing Ground
2. Fallen Hero
3. No tomorrow
4. Friendly Fire
5. Navigator
6. House of Sorrows
7. Thoughts of a Soldier
8. Stronghold
9. Starfighters
10. Reject
11. The End
12. Für Dich
13. Vorwärts!

### Aviator
(Metropolis Records, 2008)
1. Welcome to Destruction
2. Paralyzed
3. Child Soldier
4. City of Darkness
5. My Fortune
6. Hostile Waters
7. Thanatophobia
8. Frozen in Time
9. One
10. Darwins Nightmare
11. Blind Rage
12. Babylon

### Companions in Crime
(SPV 2013)
1. Columbine
2. Mein Weg
3. Religion
4. Six Feet Under
5. Kampf den Maschinen
6. Gott noch nicht
7. Kill On Command
8. Our Life
9. Kapitulation
10. Warrior Of The World
11. The Firm
12. Revolution
13. Brüder

Bonus CD:
1. Soldat
2. Battlefield Of Love
3. Salvation
4. Columbine (MassacREmix by Suicide Commando)
5. Six Feet Under (Buried)
6. Gott noch nicht (Extended)

## Sidoprojekt
- Ravenous
- Fictional
- Fusspils 11